# Park Narodowy Cordillera Azul
Park Narodowy Cordillera Azul (hiszp. Parque nacional Cordillera Azul) – park narodowy położony w Peru w regionach San Martín (prowincje Bellavista, Picota, Tocache i San Martín), Loreto (prowincja Ukajali), Ukajali (prowincja Padre Abad) i Huánuco (prowincja Leoncio Prado). Został utworzony 21 maja 2001 roku i zajmuje obszar 13 531,91 km². W 2008 roku został zakwalifikowany przez BirdLife International jako ostoja ptaków IBA.

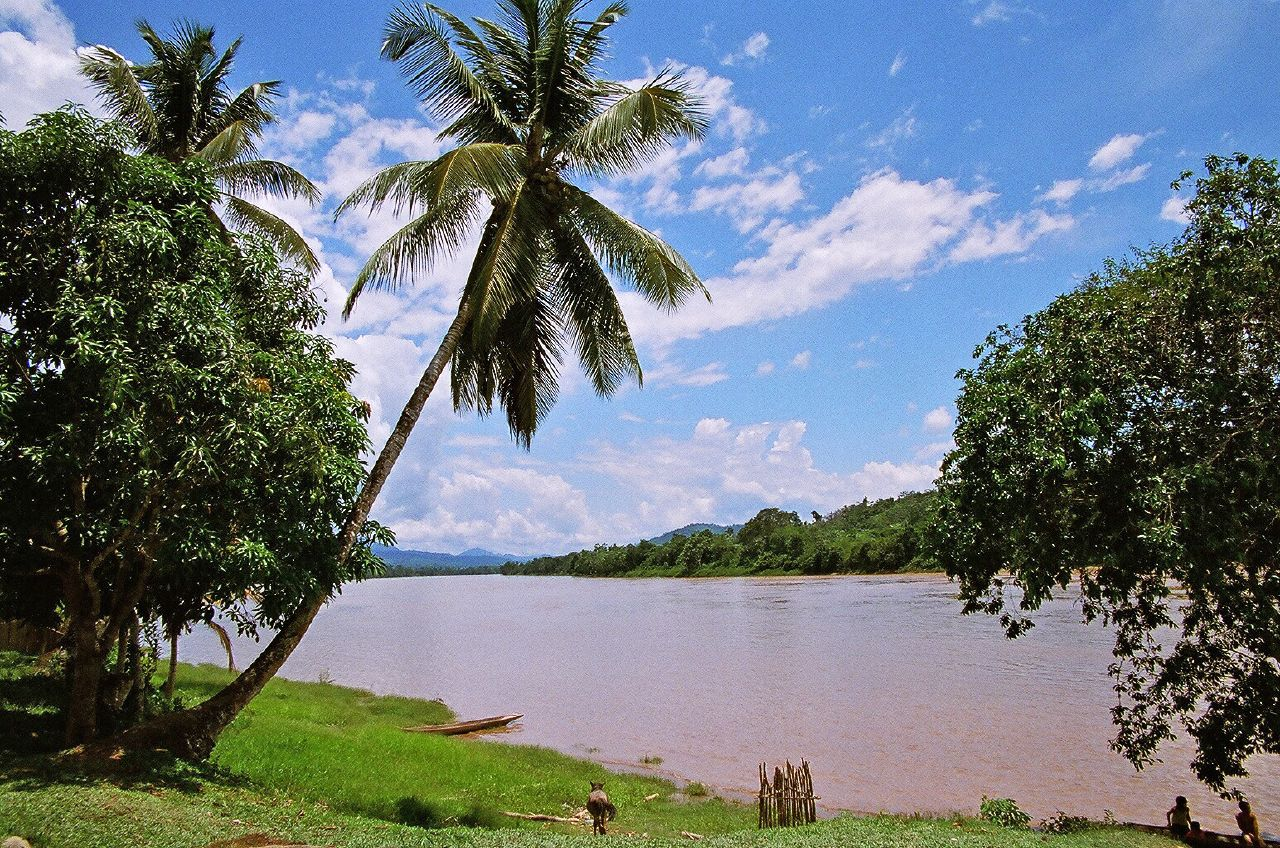
Rzeka Huallaga

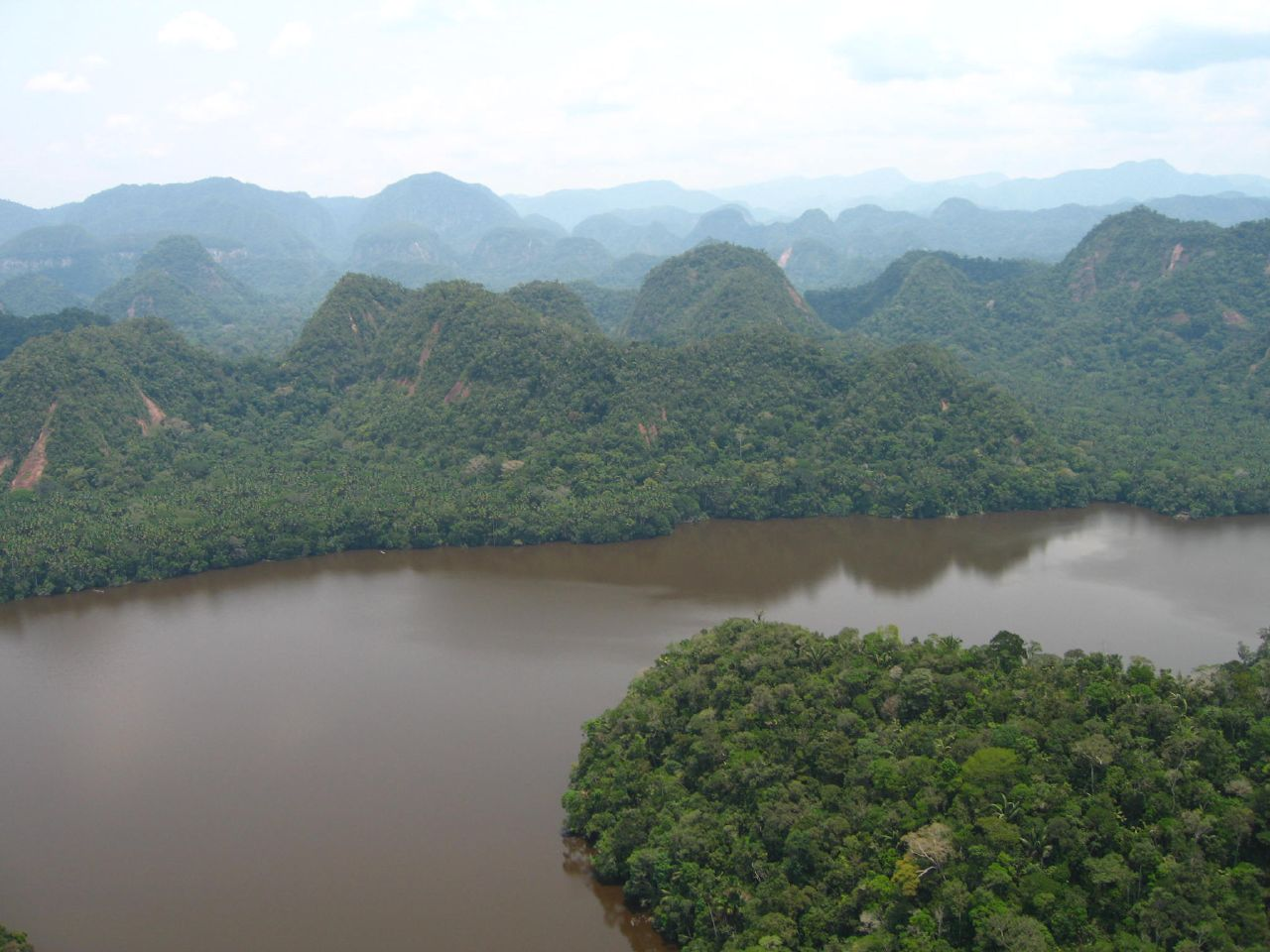
Jezioro Mundo Perdido

## Opis
Park znajduje się na wschodnich zboczach Andów, między rzekami Huallaga i Ukajali i obejmuje pasmo górskie Cordillera Azul na wysokościach od 150 do 2320 m n.p.m. Jest to obszar przejściowy między wysokimi pasmami Andów a Niziną Amazonki co powoduje dużą różnorodność fauny i flory.

## Flora
W parku odnotowano około 1600 gatunków roślin. Szacuje się jednak, że jest ich od 4000 do 6000. Rosną tu zagrożone wyginięciem (EN) Amburana cearensis i Handroanthus serratifolius, narażone na wyginięcie (VU) mahoniowiec wielkolistny, Cedrela fissilis i cedrzyk wonny, a także m.in.: Cedrelinga catenaeformis, Euterpe caatinga, Celtis iguanaea, Zamia poeppigiana, puchowiec pięciopręcikowy, Baccharis genistelloides, Ruagea glabra, Mansoa alliacea, Guzmania globosa, Semiramisia speciosa, Phyllonoma ruscifolia, Pimentelia glomerata, Pentaplaris davidsmithii, Sciaphila purpurea, Platycerium andinum, Conostegia inusitata.

## Fauna
W parku odnotowano 81 gatunków dużych ssaków, w tym 10 naczelnych i 516 gatunków ptaków. Stwierdzono również występowanie 82 gatunków płazów i gadów oraz 93 gatunki ryb.
Z ptaków w parku żyją narażone na wyginięcie (VU) harpia wielka, brodacz krasnopręgi, ara niebieskogłowa i ara zielona, a także m.in.: harpia gujańska, żabiru amerykański, dławigad amerykański, krogulczyk drobny, krogulec zmienny, tarczownik, myszołów krótkoogonowy, urubitinga czarna, cykadojad rdzawopierśny, kanialuk szary, wojownik ozdobny, amazonka czerwonoczelna, amazonka modrobrewa, ara żółtoskrzydła, ara zielonoskrzydła, szmaragdolotka białooka, grdacz soplowaty, konura łuskogłowa, lordzik królewski, arasari kędzierzawy.
Ssaki to zagrożone wyginięciem (EN) arirania amazońska, czepiak czarnolicy i czepiak czarci, narażone na wyginięcie (VU) tapir amerykański, pekari białobrody, mrówkojad wielki, miko czarny, uakari czerwono-biały, wełniak brunatny, andoniedźwiedź okularowy i zębolita olbrzymia, a także m.in.: wyjec rudy, dydelf czarnouchy, wełnoopos brązowouchy, leniwiec pstry, owocowiec duży, wielkooczek aksamitny, pakożer leśny, wydrak długoogonowy, wilczek krótkouchy, jaguar amerykański, puma płowa, jaguarundi amerykański, mazama ruda, paka nizinna, kapibara wielka.
Gady i płazy to krytycznie zagrożony wyginięciem (CR) Atelopus erythropus, zagrożone wyginięciem (EN) Atelopus andinus, Ameerega cainarachi i Hemiphractus johnsoni, narażone na wyginięcie (VU) Atelopus pulcher, żabuti leśny, Podocnemis sextuberculata i Podocnemis unifilis, a także m.in.: Atelopus dimorphus, Atelopus reticulatus, drzewołaz jaskrawoudy, Ameerega hahneli, Ranitomeya variabilis, kajman okularowy, arrau, teju brazylijski, boa leśny.